# Johny Dick
Johny Dick (29. ledna 1877 Eaglesham – 14. září 1932 Londýn) byl skotský fotbalista a trenér. Hrál nejčastěji na pozici středního záložníka, jako bývalý přespolní běžec vynikal rychlostí a vytrvalostí. Začínal v Airdrieonians FC, v roce 1898 přestoupil do Arsenal FC – postoupil s ním do nejvyšší anglické soutěže, zastával funkci kapitána a jako první hráč klubu překročil hranici dvou set padesáti odehraných ligových zápasů.
V roce 1912 odešel z Arsenalu a přijal funkci hrajícího trenéra DFC Prag, který dovedl k vítězství v Böhmen Erste Klasse 1913 a 1914. V letech 1919–1923 vedl AC Sparta Praha; stál u zrodu týmu zvaného „železná Sparta“, který pětkrát vyhrál mistrovství Středočeské župy. V letech 1923–1927 byl v angažmá v belgickém klubu K. Beerschot VAC, s nímž získal tři mistrovské tituly. Pak se vrátil do Sparty a zasloužil se o postup do finále Středoevropského poháru 1930, zisk Středočeského poháru 1931 a ligový titul 1932. Trpěl rakovinou žaludku, kvůli léčení se vrátil na britské ostrovy, kde záhy zemřel ve věku 55 let.